# Pristonesia querfil
Pristonesia querfil (лат.) — вид ос-бетилид из надсемейства Chrysidoidea (Bethylidae, Hymenoptera).

## Распространение
Встречаются в Афротропике (Габон).

## Описание
Мелкие осы-бетилиды (длина тела около 5 мм). Известны только по самцам. Этот вид отличается от других представителей рода тем, что имеет Y-образную форму харпе (часть вальвы) и сильно выемчатый задний край гипопигия, образующий две острые лопасти. Длина тела 4,2-5,5 мм. Переднее крыло 3,3-4,1 мм длины. Антенна длиной 2,1-2,5 мм. Голова и мезосома чёрные, переднегрудь темно-коричневая; наличник темно-коричневый и почти чёрный; усики и щупики коричневые; мандибулы светло-коричневые со всеми краями более темными; ноги равномерно светло-коричневые; брюшко темно-коричневое.

## Классификация
Вид впервые описан в 2022 году в ходе ревизии, проведённой в 2018 и 2020-х годах бразильскими энтомологами Isabel Alencar, Magno Ramos и Celso Azevedo. Сходен по строению гипопигия и гениталий с видом Pristonesia oracil. Вместе с другими видами Pristonesia включён в подсемейство Pristocerinae.